# Péter Fülöp Kocsis
Péter Fülöp Kocsis (Szeged, Hungria, 13 de janeiro de 1963) é Arcebispo da Arquidiocese Greco-Católica de Hajdúdorog e Metropolita da Igreja Greco-Católica Húngara.
Péter Fülöp Kocsis nasceu na cidade húngara de Szeged, parte do condado de Csongrád. Em 2 de agosto de 1989, aos 26 anos, recebeu o sacramento da ordenação.
A nomeação como Bispo de Hajdúdorog e Administrador Apostólico do Exarcado Greco-Católico Miskolc ocorreu em 2 de maio de 2008. A ordenação episcopal solene ocorreu em 30 de junho de 2008. A consagração foi feita pelo Bispo diocesano emérito de Hajdúdorog e Administrador Apostólico de Miskolc , Dom Szilárd Kereszt; Os co-consagradores foram o Administrador Apostólico e Exarca da Igreja Greco-Católica Rutena Milan Šašik e o Metropolita de Prešov, Arcebispo Ján Babjak.
Ele é membro da Congregação para as Igrejas Orientais desde 27 de junho de 2015.